# Trzciniak mariański
Trzciniak mariański (Acrocephalus yamashinae) – gatunek małego ptaka z rodziny trzciniaków (Acrocephalidae). Był endemitem wyspy Pagan (Mariany). Po raz ostatni odnotowany w latach 70. XX wieku. Poszukiwania w 1981 i w latach późniejszych zakończyły się fiaskiem; gatunek uznano za wymarły.

## Taksonomia
Po raz pierwszy gatunek opisał Nobusuke Takatsukasa w 1931. Nowemu gatunkowi nadał nazwę Conopoderas yamashinae. Obecnie (2021) Międzynarodowy Komitet Ornitologiczny umieszcza go jako odrębny gatunek w rodzaju Acrocephalus. Dawniej klasyfikowany był jako jeden gatunek wraz z trzciniakami: słowiczym (A. luscinius), brunatnym (A. nijoi) i polinezyjskim (A. astrolabii), jednak za ich odrębną klasyfikacją przemawiają badania genetyczne.

## Morfologia
Długość ciała wynosiła blisko 17 cm, masa ciała dla 9 osobników: 24–28 g. Wymiary dla 13 samców i 6 samic: długość skrzydła samców 75–80 mm, samic 73–77 mm; długość ogona samców 65–67 mm, samic 60–65 mm; długość górnej krawędzi dzioba u samców i samic 20–22 mm. Trzciniaki mariańskie przypominały trzciniaki słowicze, wyróżniało je jednak bardziej matowe i brązowe upierzenie. Grzbiet miał mniej rdzawooliwkową barwę, ogon był mniej zaokrąglony (bardziej prostokątnie zakończony). Dziób krótszy, mocniej zagięty.

## Zasięg
Trzciniak mariański był endemitem wyspy Pagan (Mariany, Mikronezja). Przedstawiciele gatunku zamieszkiwali wody słodkie i nadbrzeżną roślinność.

## Status
IUCN uznaje trzciniaka mariańskiego za gatunek wymarły (EX, Extinct). Klasyfikację jako osobny gatunek otrzymał w 2016. W latach 60. XX wieku populacja trzciniaków mariańskich była już znacznie zredukowana. Ostatni raz odnotowano te ptaki w latach 70. XX wieku. W 1981 były już na pewno wymarłe; poszukiwania w terenie nie przyniosły rezultatu, ponadto tamtego roku miał miejsce wybuch wulkanu. Wcześniej do wymierania tych trzciniaków przyczyniało się niszczenie środowiska ich życia poprzez osuszanie podmokłych terenów i wypas bydła niszczącego rdzenną roślinność.